# دانیل کش
دانیل جاشوآ کش (به انگلیسی: Daniel Joshua Kash) (زاده ۲۵ آوریل ۱۹۵۹) هنرپیشه و کارگردان فیلم کانادایی است.
از فیلم‌های معروف او می‌توان به بازی در فیلم تاکسیدو، قطعات فراری، تریپل اکس: بازگشت زندر کیج، شکستن، اعتراف به گناه و بیگانه ها اشاره کرد.